# Trimbach (Szwajcaria)
Trimbach – miejscowość i gmina w Szwajcarii, w kantonie Solura, w jednostce administracyjnej (Amtei) Olten-Gösgen, w okręgu Gösgen. Leży nad rzeką Aare.

## Demografia
W Trimbachu mieszka 6 556 osób. W 2021 roku 40,5% populacji gminy stanowiły osoby urodzone poza Szwajcarią. 

## Transport
Przez teren gminy przebiega droga główna nr 2.